# Csepel (Fahrzeughersteller)

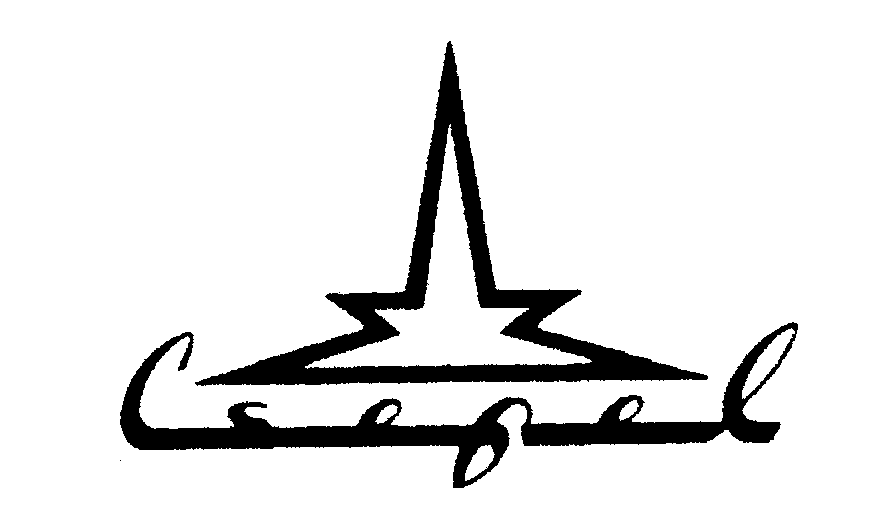
Csepel-Logo

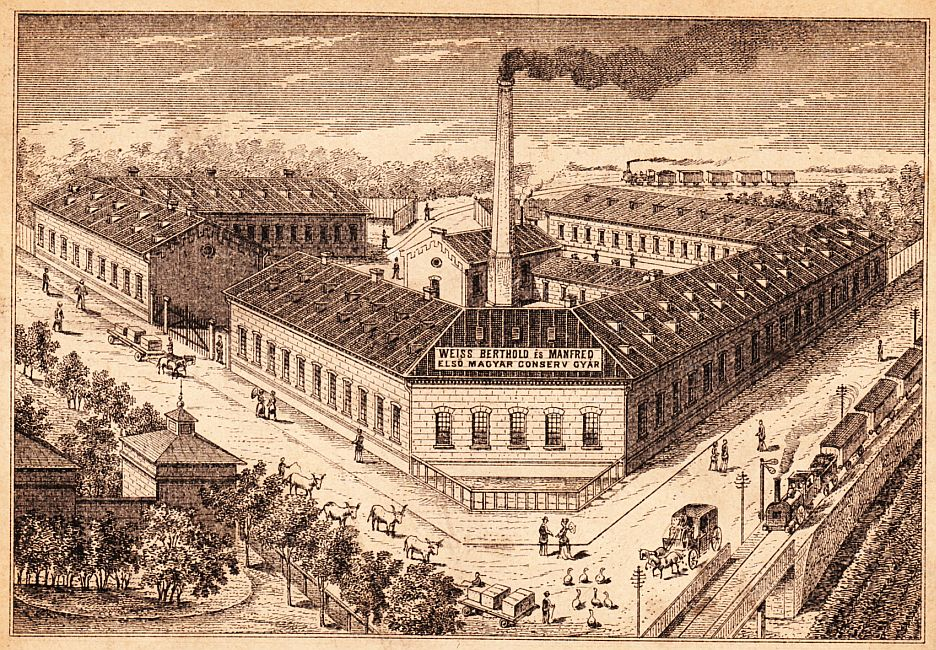
Eisengießerei Csepel von Manfred Weiss, 1885

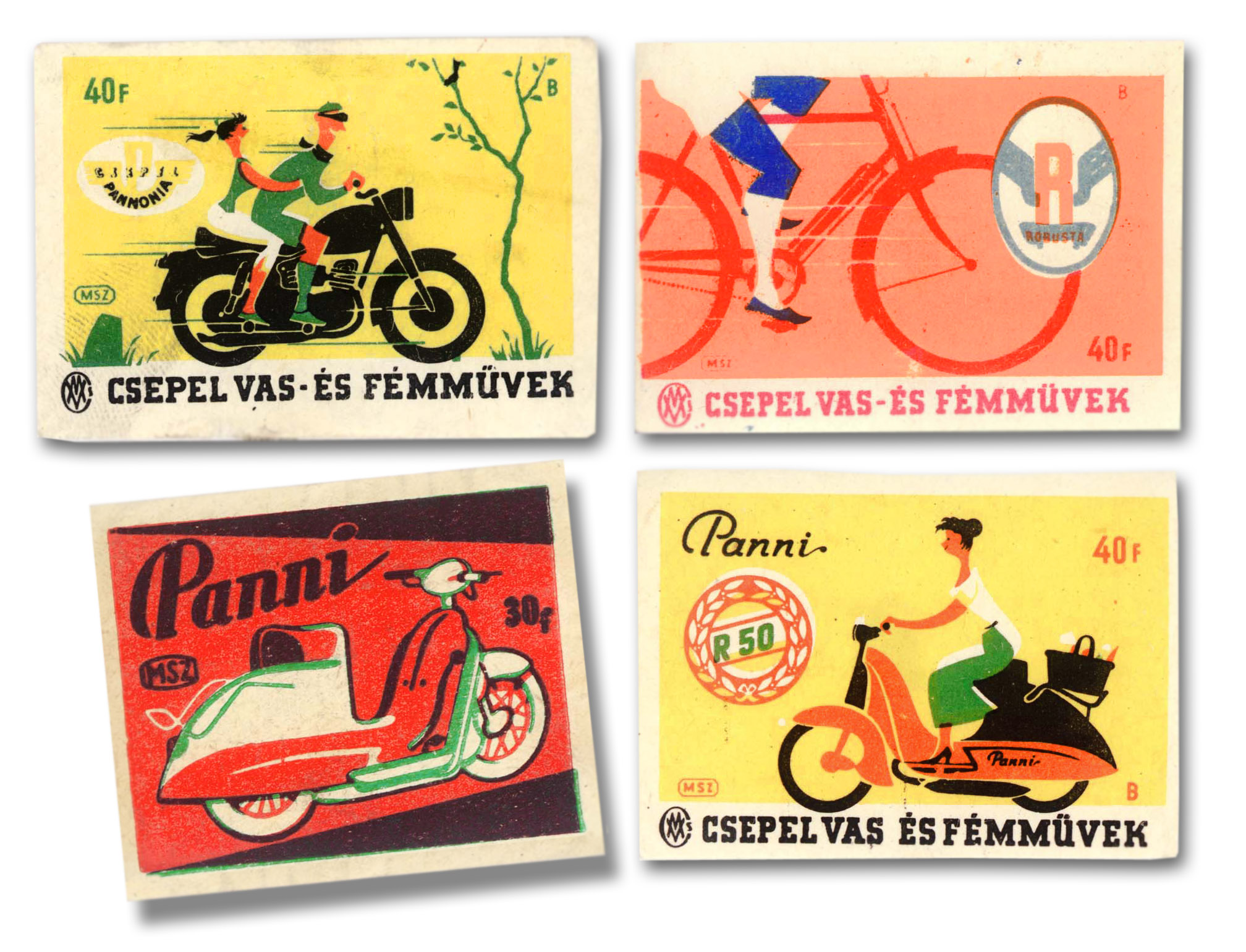
Motorräder und Fahrräder in den 1960er-Jahren

Csepel Motorkerékpárgyár war ein ungarischer Motorradhersteller von 1937 bis 1975 auf der Insel Csepel. Außerdem war Csepel von 1949 bis 1993 (ab 1975 Csepel Autogyár) Nutzfahrzeughersteller und produzierte Lastkraftwagen und Komponenten wie Motoren, Getriebe, Kupplungen, Lenkungen usw. für andere Nutzfahrzeughersteller wie Ikarus.
Aktuell werden Teile für den Pkw- und Lkw-Bau als Zulieferbetrieb hergestellt.

## Firmengeschichte
Im Jahre 1880 wurde die Eisengießerei in Csepel von den Gebrüdern Berthold und Manfréd Weiss gegründet.
 Der Firmenname lautete ab 1911 „Manfréd Weiss Stahl- und Metallwerke AG Csepel“. Im Laufe der Jahre wurde die Produktpalette ständig erweitert und die Firma stieg im Ersten Weltkrieg zum führenden Waffenlieferanten der ungarischen Hälfte Österreich-Ungarns auf. In der Zwischenkriegszeit wurden neben kleinen Lkw und Allrad-Kraftfahrzeugen auch Flugzeuge für das Militär entwickelt und gebaut.
1944 war der Manfréd-Weiss-Konzern der größte Rüstungskonzern Ungarns. Die SS erwarb die Mehrheit über einen erpressten Treuhandvertrag von den jüdischen Inhaberfamilien Weiss und Chorin gegen die Zusage von freier Ausreise für 48 Familienangehörige aus Ungarn und somit dem Entkommen vor dem Holocaust und der Zahlung von 3 Mio. RM in Devisen.
Ab 1947 wurde das Werk in einen Staatsbetrieb umgewandelt. Den Auslandsvertrieb übernahm das staatliche Unternehmen „Mogürt“. Die „Csepel-Automobilwerke“ entstanden 1949 in der ehemaligen Flugzeugfabrik. Ab 1950 entstanden dort Nutzfahrzeuge, Motoren und andere Teile. Dazu wurde eine Lizenz von Steyr genutzt. Die Lkw-Produktion wurde 1993 eingestellt, seitdem werden für andere Pkw- und Lkw-Produzenten Zulieferteile hergestellt.

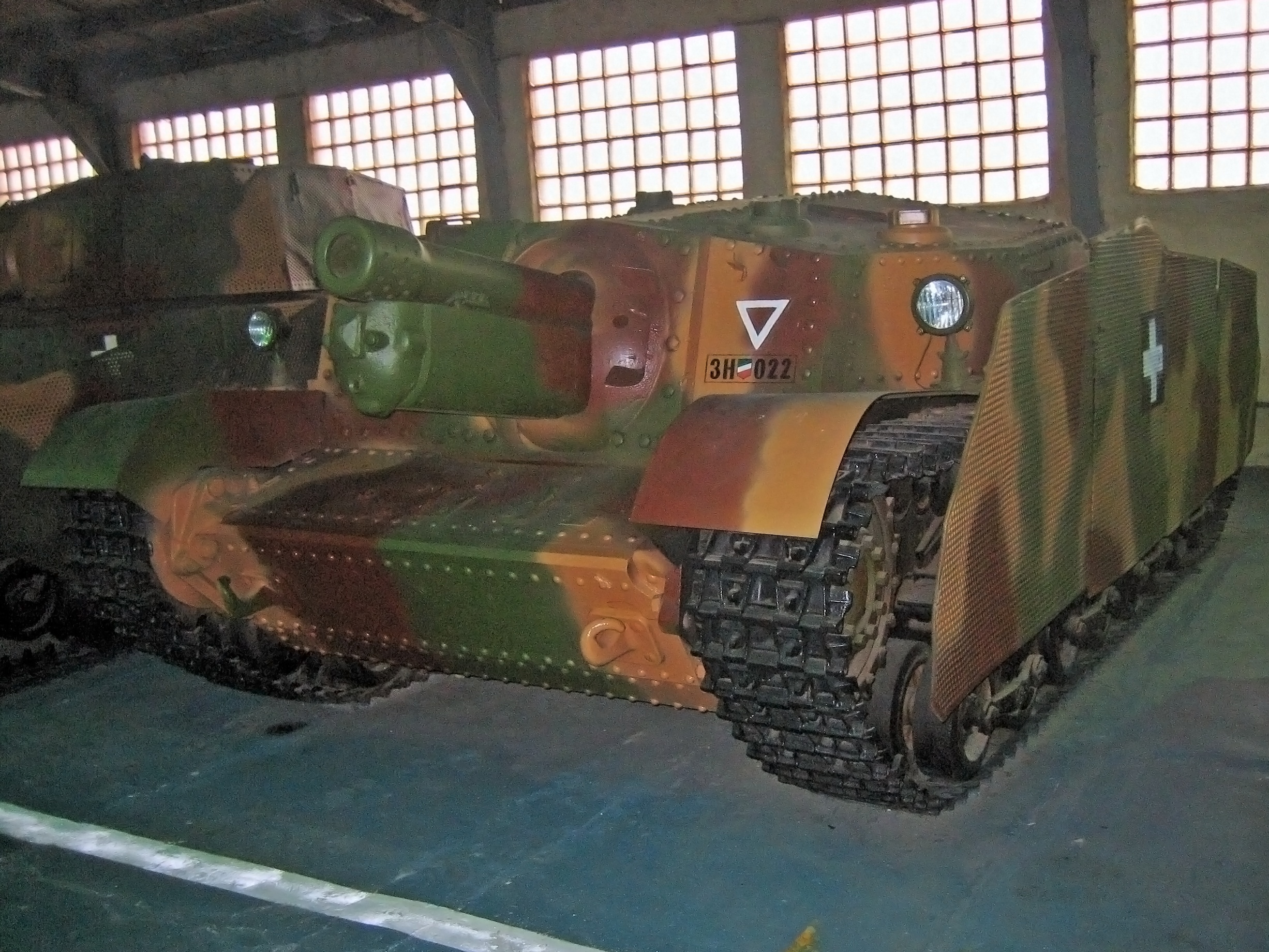
Jagdpanzer 43M Zrinyi im Panzermuseum Kubinka

### Panzerproduktion
- 39M Csaba, Spähpanzer
- 43M Zrinyi, Jagdpanzer
- 44M Tas, Kampfpanzer (nur Prototyp)

### Geschützproduktion

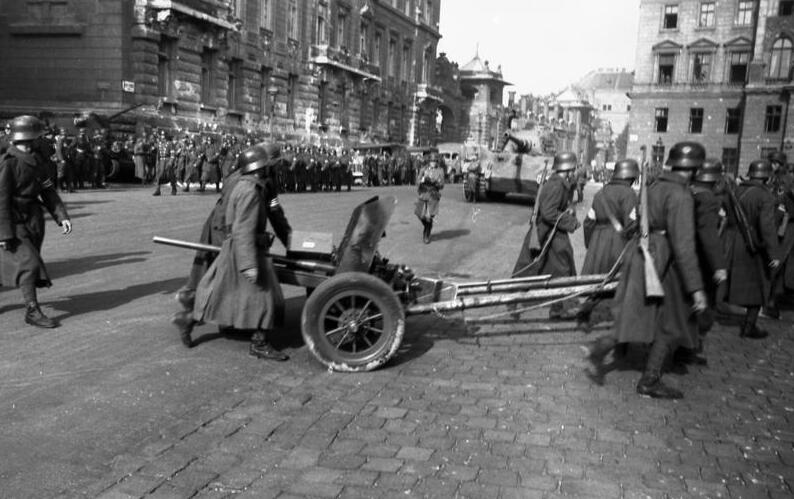
40-mm-MAWAG Panzerabwehrkanone in Budapest.

Eine der Produktionssparten stellte Panzerabwehrkanonen her. Dazu sind folgende Varianten bekannt:
- 40 mm L.51 40.M MAWAG Anti-Tank Gun
- 40 mm L.51 41.M MAWAG Tank Gun
- 40 mm L.51 40.M MAWAG Anti-Tank Gun
- 40 mm L.51 41.M MAWAG Tank Gun

Die Modelle 40.M und 41.M waren als Standard-Panzerabwehrkanone der Manfred Weisz AG (MAWAG) beim Militär eingeführt. Das Geschütz war eine Weiterentwicklung der 3,7-cm-PaK 36 von Rheinmetall-Borsig, verschoss jedoch die gleiche Munition wie die 40-mm-Bofors-Flak.

### Flugzeugproduktion
Das Unternehmen stellte vorwiegend Lizenzprodukte her und entwickelte diese teilweise weiter. Folgende Typen wurden hergestellt:
- Weiss Manfred Hungária: Weiterentwicklung der Udet U 12
- Weiss Manfred WM-9 Budapest: Bomber-Prototyp
- Weiss Manfred WM-10 Ölyv: Schulflugzeug
- Weiss Manfred WM-13: Schulflugzeug, Weiterentwicklung der WM-10
- Weiss Manfred WM-16 Budapest II: Bomber, entwickelt aus der Fokker C.V
- Weiss Manfred WM-20: Prototyp eines Anfänger-Schulflugzeuges
- Weiss Manfred WM-21 Sólyom: Bomber, Weiterentwicklung der WM-16B, 1939–1944
- Weiss Manfred WM-23 Ezüst Nyil: Jagdflugzeug-Prototyp 1940, weiterentwickelte He 112
- Weiss Manfred WM-123 Ezüst Nyil II: geplante Weiterentwicklung der WM-23
- Heinkel He 112: Lizenzproduktion des deutschen Jagdflugzeuges, 12 bestellt, 3 ausgeliefert.

### Motorradproduktion

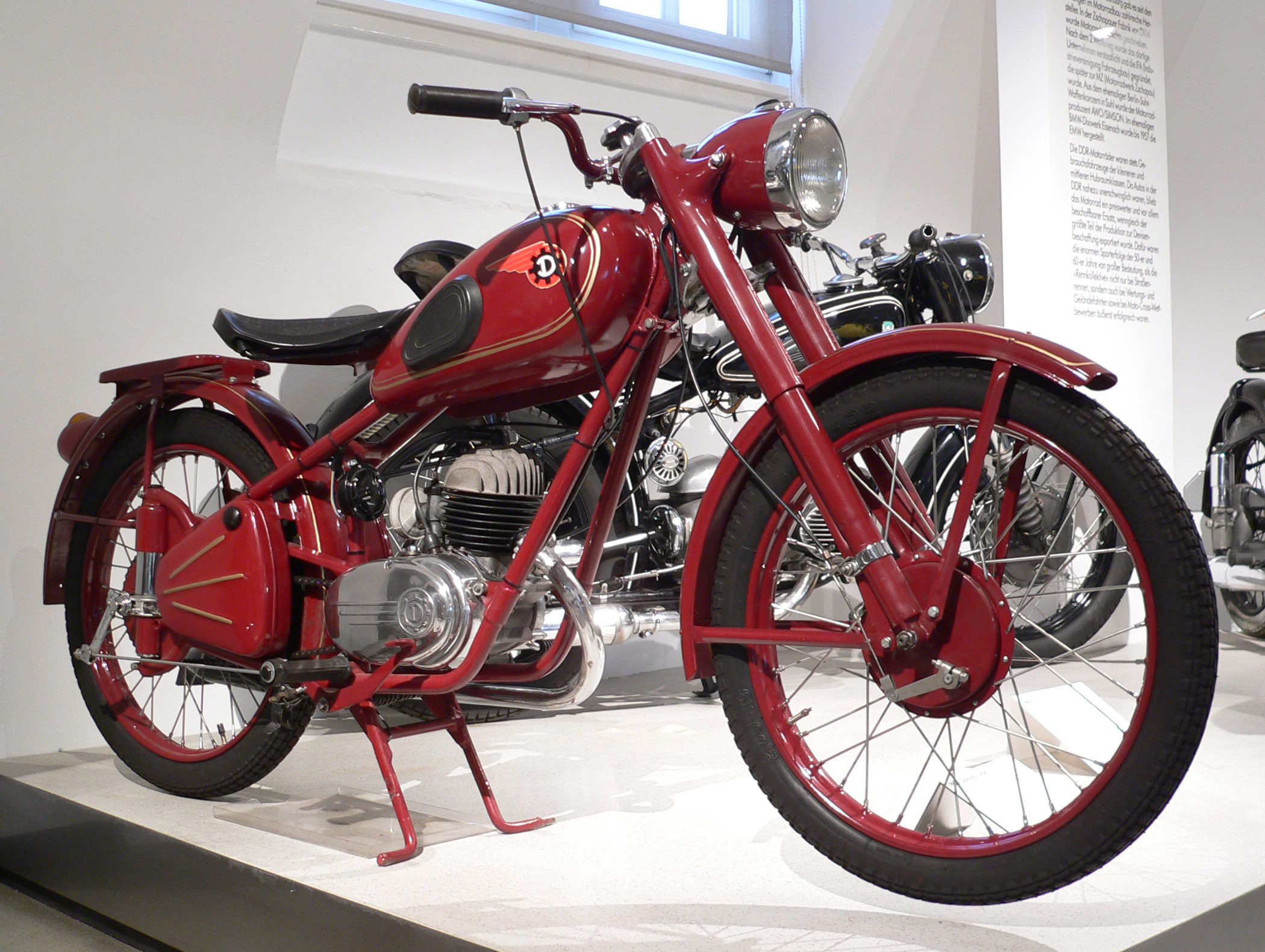
Danuvia-Csepel von 1956 im Zweirad-Museum Neckarsulm

1939 begann die Herstellung von Motorrädern in großer Stückzahl, am Anfang ein 100-cm³-, danach ein 125-cm³- und ein 250-cm³-Modell mit dem Markennamen „Csepel“. Während des Zweiten Weltkriegs wurde die Motorradfabrik zerstört. 1947 konnte die Motorradproduktion zunächst in Gestalt eines 100-cm³-Modells wieder aufgenommen werden. Ab 1954 wurden die in „Csepel Motorkerékpárgyár“ gefertigten 250-cm³-Motorräder unter dem Namen Pannonia verkauft. Gleichzeitig wurde mit der Produktion des Csepel-125-Motorrads der Name des Werkes in „Danuvia Szerszámgépgyár“ (Danuvia Werkzeugmaschinenfabrik) geändert. Beide Werke feierten 1960 die Auslieferung des einmillionsten Kraftrads. Die nach den Vereinigten Staaten ausgelieferten Pannonia-Motorräder wurden als White bezeichnet. Der Name wurde vom Firmengründer Mánfred Weiss abgeleitet. Im Jahr 1975 stellte die Firma in Csepel die Motorradproduktion ein. Stattdessen wurden fortan in großem Umfang Fahrräder produziert: 1977 wurden 330 000 Stück gebaut, für 1978 waren gar 500 000 Stück geplant.

### Csepel-Nutzfahrzeuge
Im Jahr 1949 wurde im alten Werk auf der Insel Csepel in der Nähe von Budapest die Produktion von Nutzfahrzeugen begonnen. In Lizenz der österreichischen Firma Steyr wurde auf Basis des Steyr Typ 380/480 ein Hauben-LKW als Typ D-350 mit 4 t Nutzlast gebaut. Im Unterschied zum Steyr war die Motorhaube des Csepel etwas kantiger. Nach 1950 konnten die Nutzlast sowie die Technik und Optik des Typs Csepel D-420 verbessert werden, so dass der Lkw dem Steyr Typ 380 sehr ähnlich sah.
Ab 1958 begann der Export, der mit dem neuen, auch als Sattelzugmaschine lieferbaren Typ Csepel D-450 Auftrieb erhielt. Die Lkw wurden hauptsächlich in die RGW-Staaten verkauft. In der UdSSR, in Polen, der DDR, Ägypten, China, Nigeria und in Syrien wurden die Lkw durch die „Mogürt“ verkauft. Für den D-450 N (SZM) wurden in eigener Produktion alle wichtigen Arten von Sattelaufliegern gefertigt. In dieser Zeit wurden Entwicklung und Erprobung intensiviert, um die 4×4- und 8×8-Allradfahrzeuge, Sonderfahrzeuge, Betonmischer, Feuerwehrfahrzeuge, Silo-Lkw, Ladekranaufbauten, sowie die Muldenkipper zu testen. Anfangs wurden eigene Dieselmotoren eingebaut, später wurden Motoren von Rába aus Győr in Ungarn verwendet. Innerhalb der osteuropäischen Staaten wurden Einbaukomponenten verschiedener Hersteller wie Getriebe, Fahrerhäuser, Motoren sowie Ersatzteile ausgetauscht.
In der DDR kamen folgende Csepel-Nutzfahrzeuge zum Einsatz:

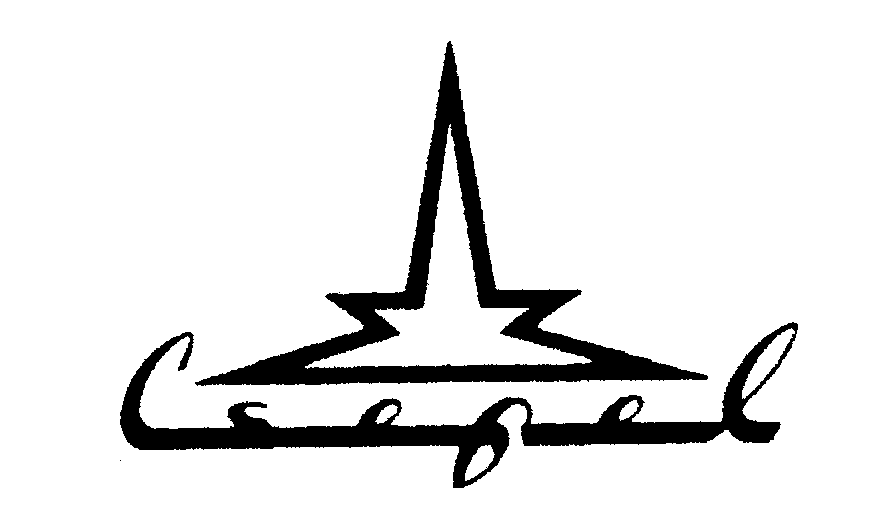
Csepel D-352, Motor D-413, 85 PS, 3,8 t Nutzlast, 7,5 t Gesamtgewicht, 6700 mm Länge, Pritschenwagen
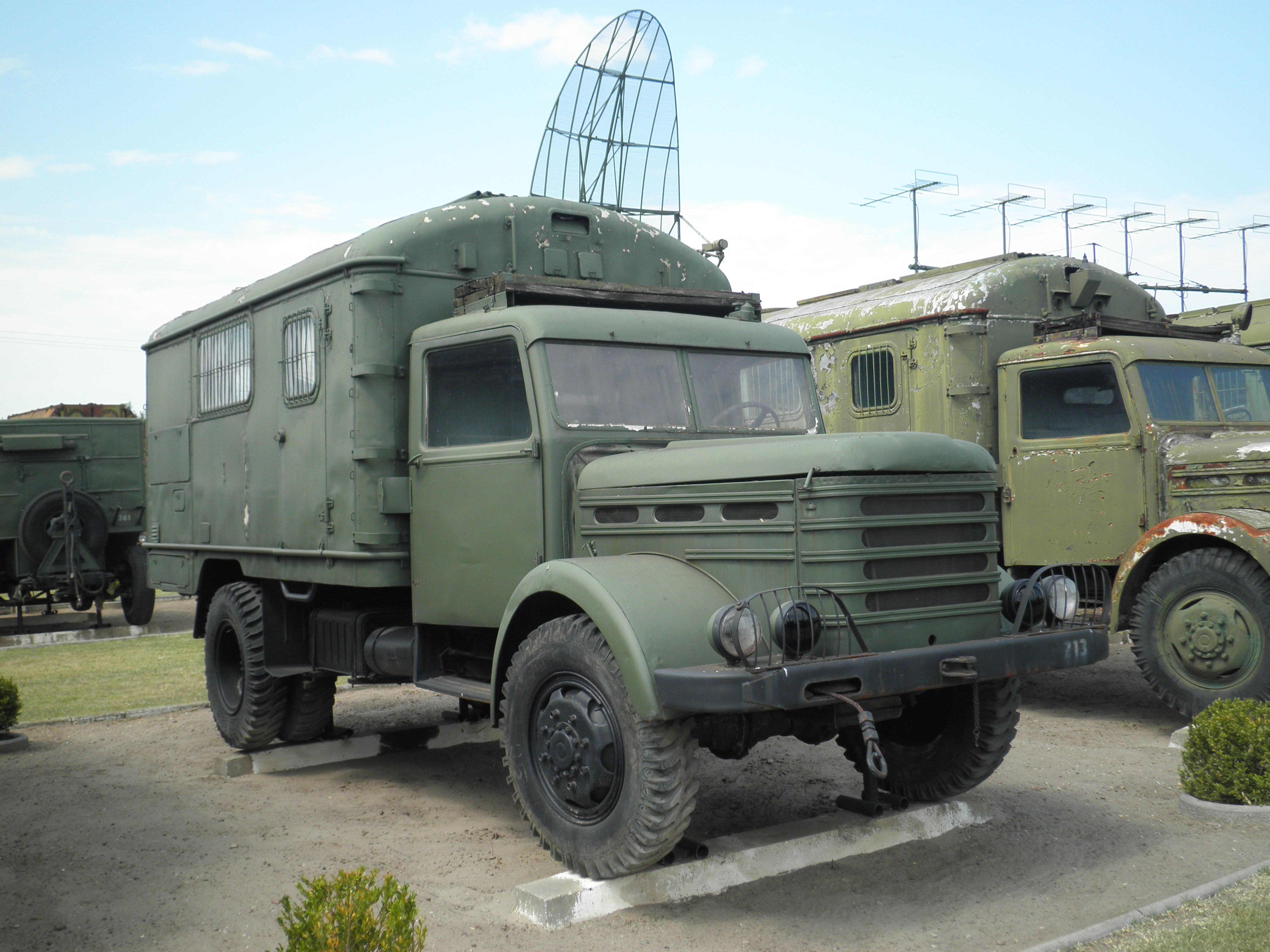
Csepel D-352B, Motor D-413, 85 PS, 3,5 t Nutzlast, 7,55 t Gesamtgewicht, 6353 mm Länge, Kipper
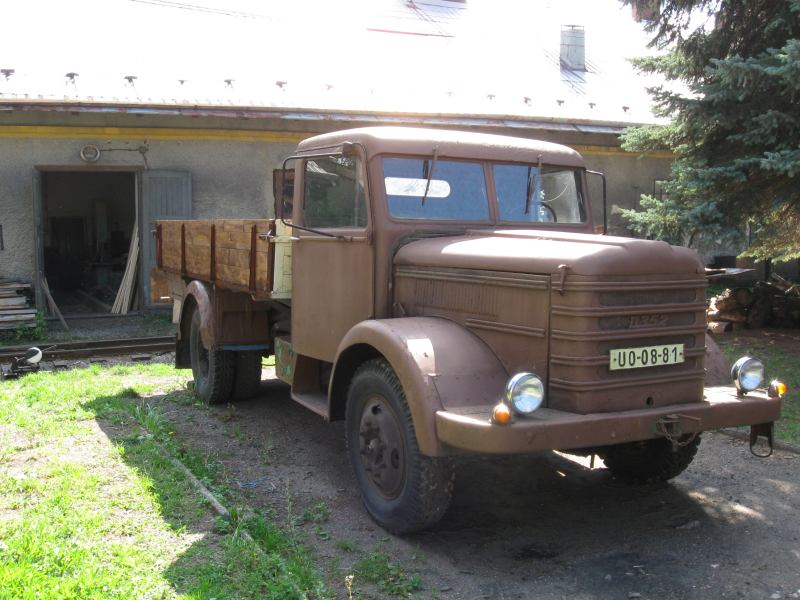
Csepel D-420I, Motor D-413, 85 PS, 4,5 t Nutzlast, 8,3 t Gesamtgewicht, 6716 mm Länge, Pritschenwagen
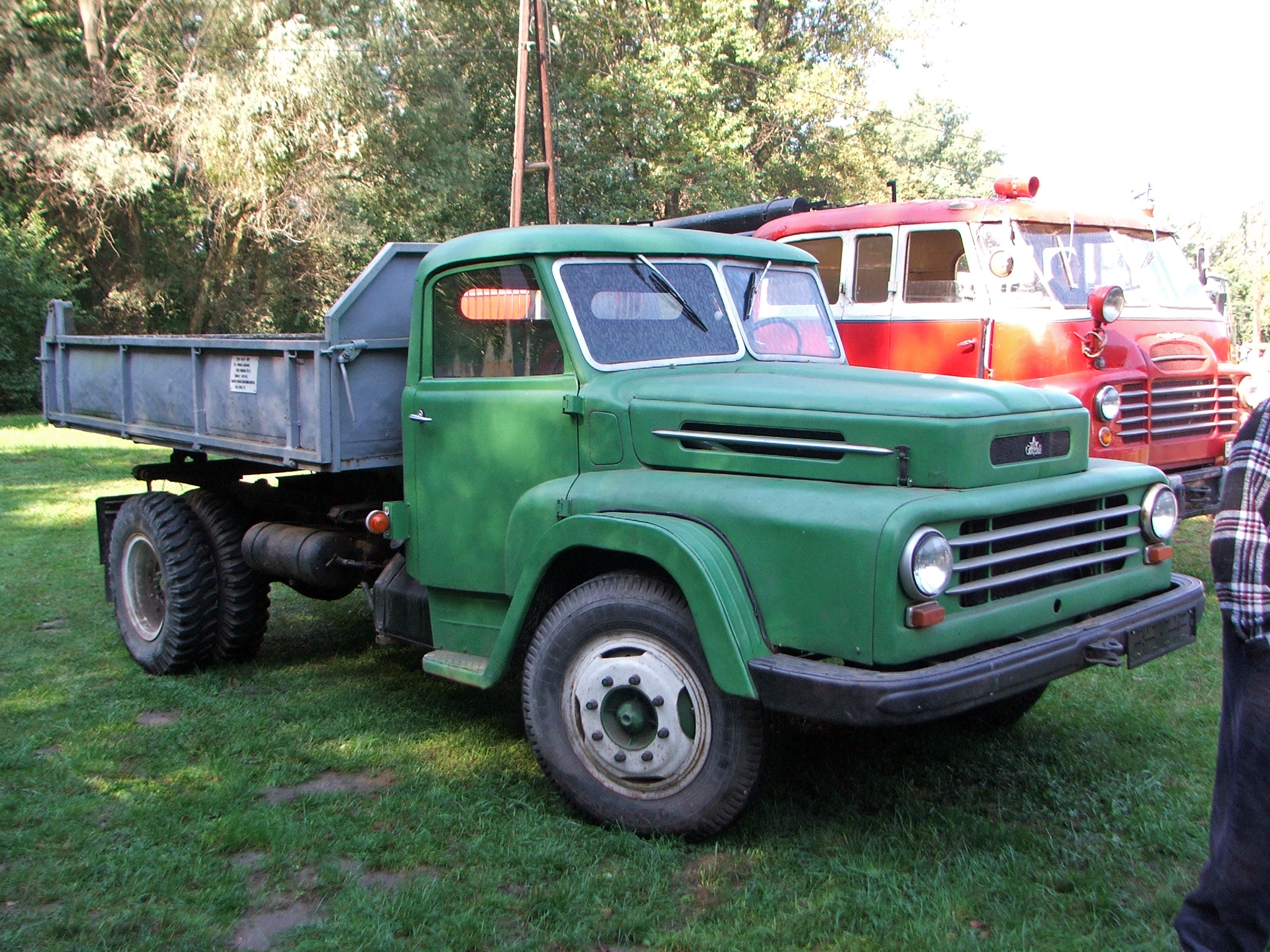
Csepel D-420B, Motor D-413, 85 PS, 4,2 t Nutzlast, 8,6 t Gesamtgewicht, 6310 mm Länge, Kipper
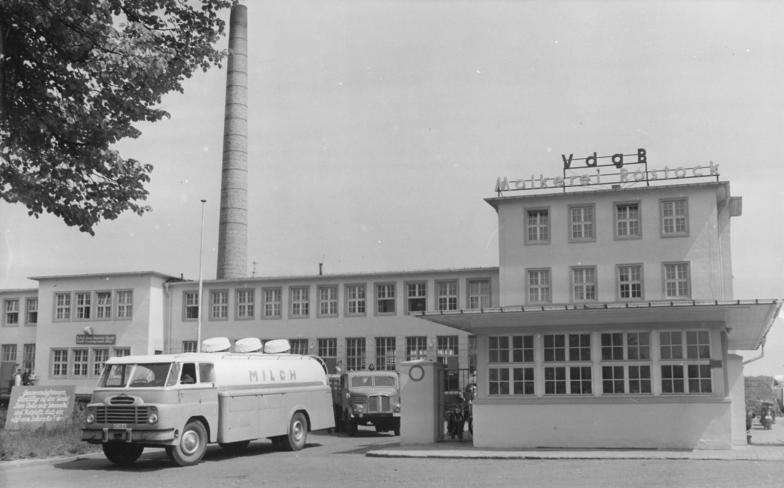
Csepel D-450, Motor D-414, 95 PS, 5,0 t Nutzlast, 9,3 t Gesamtgewicht, 6733 mm Länge, Pritschenwagen
- Csepel D-450N, Motor D-414, 95 PS, 8,0 t Nutzlast, 12,1 t Gesamtgewicht, Sattelschlepper mit Auflieger[6]
- Csepel D-510, Milchtankwagen für den Transport von 6500 Litern Milch
- Csepel D-705, Motor D-614, 145 PS, 14,0 t Nutzlast, 12.100 mm Länge, Sattelschlepper mit Auflieger, auch Spezialauflieger für Möbeltransporte[7][8]
- Csepel D-710, Motor D-614, 145 PS, 7,0 t Nutzlast, 14,3 t Gesamtgewicht, 8500 mm Länge, Pritschenwagen, Kofferwagen für Möbeltransporte, Tankwagen, Sprengwagen, Milchtankwagen (mit zwei Tanks für 2000 und 2500 Liter), Bergungswagen (mit zwei Auslegern für je 4000 kg Hublast und einem Spill mit 8000 kg Zuglast bis zu 100 m Entfernung)[9]

Da die Leistungsfähigkeit des Csepel Lkw 450  mit seinem 100-PS-Antrieb für größere Lasten nicht mehr genügte, wurde ab 1960 die Eigenentwicklung eines Frontlenker-Lkw als D-705 mit einer Motorleistung von 145 PS hergestellt. Dieser Lkw wurde erfolgreich auf dem sozialistischen Markt verkauft. Zwischenzeitlich wurde der Lkw mit einem 170-PS-Motor ausgestattet. Von dem Modell wurden in die DDR 700 Stück verkauft. Dieser Typ wurde bis 1971 gebaut, wobei fast alle Komponenten von Csepel selbst hergestellt wurden.
1968 wurde in Zusammenarbeit mit Steyr ein neues Fahrzeug, der Csepel D-462, D-464, entwickelt, für welches das Fahrerhaus vom Steyr 880 übernommen wurde. Der Rat für gegenseitige Wirtschaftshilfe der sozialistischen Staaten (RGW) beschloss zu dieser Zeit das Ende des Nutzfahrzeugbaus bei Csepel, nunmehr sollte der Schwerpunkt auf der Zusammenarbeit mit dem Omnibus-Hersteller Ikarus liegen. 85 Prozent der gefertigten Bodengruppen wurden nun an den Omnibus-Hersteller Ikarus geliefert. Csepel-Fahrgestelle wurden auch an den polnischen Lkw-Hersteller Star geliefert, die Frontlenker-Kabine stammte von dem französischen Hersteller Chausson. Die Fertigung umfasste damals rund 1000 Einheiten, wobei Omnibus- und Militärfahrzeuge einen großen Teil ausmachten. Der polnische Nutzfahrzeughersteller Jelcz bezog Fahrerhäuser von Csepel Autogyár.
Im Jahr 1972 wurde die eigene Entwicklung eines Allrad-Lkws für das Militär erfolgreich als Typ D-566 abgeschlossen. Dieser Lkw-Typ sollte jedoch nie richtig zur Geltung kommen, obwohl er eine echte Alternative zum Ural-375, zum Tatra 148 oder den Lastwagen von ZIL darstellte.
1977–1981 wurde für Volvo der „Lapplander“ Volvo C202 bei Csepel produziert.
Ab 1990 wurden zusätzlich vom finnischen Lkw-Hersteller Sisu und von der slowenischen Nutzfahrzeugmarke TAM einige Lkw-Aufbauten bezogen. Die Dieselmotoren mit Leistungen zwischen 180 und 340 PS wurden von Cummins geliefert. Wegen des Jugoslawien-Konflikts half die Lkw-Fabrik MAN und LIAZ als Zulieferer aus und fertigte bis 1993 komplette Baureihen von Lkws und Bussen. Im Anschluss daran wurden und werden bis heute Lenkungen, Kupplungen und andere Bauteile für andere Pkw- und Lkw-Produzenten gefertigt.
- Csepel-Logo
- Csepel D-344
- Csepel D 352
- Csepel D 450
- Csepel D 705